# Madikenberg
Der Madikenberg ist mit 76,4 Metern die zweithöchste Erhebung auf der Gemarkung von Ahrensdorf, einem Ortsteil der Gemeinde Nuthe-Urstromtal im Landkreis Teltow-Fläming im Land Brandenburg.
Die Erhebung befindet sich nordöstlich des Dorfangers und entstand als Endmoränenkuppe während der letzten Weichsel-Eiszeit. Die Kreisstraße 7220 führt als Löwendorfer Straße in nordöstlicher Richtung an der Erhebung vorbei. Nördlich davon befindet sich das Jagdschloss Ahrensdorf. Südlich grenzen der Kuhnsberg sowie der Steinberg an. Östlich erstreckt sich eine Niederung, die durch den Märtensmühler Graben entwässert wird, der wiederum in die Nuthe fließt. Der Berg ist bewaldet; am Nordrand wurde zu einer früheren Zeit Sand abgebaut. Ein als Bergwanderweg bezeichneter Wanderweg des FlämingWalks führt vom Dorfanger um den Madikenberg sowie den Steinberg herum.